# Silver City (2004)
Silver City (englisch für ‚Silberstadt‘) ist eine US-amerikanische Politsatire von John Sayles mit einem Schauspiel-Ensemble um Danny Huston. Der Film wurde in Denver und in einigen anderen Orten in Colorado gedreht. Er hatte seine Weltpremiere am 13. Mai 2004 auf den Internationalen Filmfestspielen von Cannes; am 11. September 2004 wurde er auf dem Toronto International Film Festival vorgeführt. Der Film spielte in den Kinos der USA ca. eine Million US-Dollar ein.

## Handlung
Richard Pilager, ein politisch unerfahrener Sohn eines US-Senators, kandidiert für das Amt des Gouverneurs von Colorado, und er bemüht sich redlich. Der Umweltschutz ist eine seiner vielen Wahlkampf-Prioritäten. Unbekannte Mächte oder der Zufall hängen dem überaus schwachen Kandidaten bei den Dreharbeiten zu einem Wahlwerbespot an einem See bei laufender Kamera eine Wasserleiche an den Angelhaken. Das Filmset wird unter höchster Geheimhaltung sofort evakuiert. Enthusiastische junge Deputies ziehen eine gammelige Schwimmflosse an Land, die der routinierte Sheriff Skaggs kopfschüttelnd wieder versenken lässt. Bei dem Opfer handelt sich um einen Südamerikaner aus der Arbeiterklasse, den ein Sturz umbrachte, wie die Obduktion zeigt. Pilagers diabolischer Wahlkampfmanager Chuck Raven beauftragt den einstigen Journalisten Danny O’Brien, drei Personen mitzuteilen, dass sie „beobachtet werden“. Einer von diesen, Mitch Paine, ist ein ehemaliger Kollege von O’Brien bei einer politisch linken investigativen Publikation. Die beiden stehen jetzt auf verschiedenen Seiten der Gesellschaftsordnung. Radiomoderator Castleton droht O’Brien unumwunden mit einer Tracht Prügel. Ein weiterer ist ein älterer Fremdenführer in einem stillgelegten Silberbergwerk, der früher mal dessen Boss war. O’Briens Freundin verlässt ihn, weil er sich selbst immerzu als Verlierer empfindet, und er sie mit der Zeit „überzeugt“ hat.
Eine politische Intrige um das Multimillionen-Bauprojekt Silver City, um die politisch und wirtschaftlich einflussreichen Familien Pilager und Benteen, um Silberabbau, Giftmüll und Grundwasserdruck entspinnt sich.
O’Brien lernt Maddy Pilager kennen, die Tochter des Senators, eine blonde, gerade unter dem Einfluss von psychotropen Substanzen stehende Olympia-Bogenschützin, die anfänglich nicht gut auf den Laufburschen und überhaupt die Presse zu sprechen ist, dann den Bogen weglegt und mit ihm schläft, und ihn dann an Raven verrät, den sie ebenso wenig leiden kann. Der Laien-Privatdetektiv wird aus dem Wahlkampfteam geworfen, interessiert sich aber weiter für die Vorfälle. Mit der attraktiven Polit-Journalistin Nora Allardyce, die mit einem Lobbyisten zusammen ist, hatte er einmal eine Affäre. Im Unterschied zu ihm hat diese eher Karriere nach oben gemacht. Er bezahlt einen freundlichen, intelligenten Mexikaner namens Tony Guerra, sich unter den Gastarbeitern umzuhören. Diesem werden bald die Reifen plattgestochen. Darüber hinaus macht beim Reifenwechsel ein Paar Stiefel sein Auto mit einem beherzten Tritt zum Mordwerkzeug. Guerra landet im Krankenhaus, wo der lakonisch-deutliche Sheriff Skaggs geneigt ist, es als „Rasierunfall“ abzutun.
O’Brien erpresst Freunde des Getöteten um Informationen, indem er mit der Einwanderungsbehörde droht, woraufhin er einen überfluteten Stollen bei der Silver City mit Giftmüll ausfindig macht. Der Mexikaner starb bei einem Arbeitsunfall unter menschenunwürdigen Bedingungen bei der Entsorgung. Bei einer Parade erkennt O’Brien die Stiefel wieder. Er stellt den Killer in einer Gasse zur Rede und bekommt ein Springmesser an den Hals gedrückt. Sheriff Skaggs junger Deputy erschießt den Stiefelträger in Notwehr. Seine Deputies sind dem Sheriff zufolge leicht „überausgebildet“, wie dieser über die Leiche gebeugt eingesteht. Der Sarg des Gastarbeiters wird von der mexikanischen Regierung abgeholt. O’Brien lässt die Liebesbeziehung mit der Journalistin wiederaufleben.
Zu America the Beautiful (interpretiert von Joan Osborne) und einer traditionsbewussten, solidarisierenden und menschlich ergreifenden Rede von Richard Pilager treiben schließlich ca. eine Million Fische im See beim Baugrund der Silver City mit dem Bauch nach oben auf dem Wasser.

## Rezeption
Silver City erhielt ein verhaltenes Presseecho, was sich auch in den Auswertungen US-amerikanischer Aggregatoren widerspiegelt. So erfasst Rotten Tomatoes ähnlich viele wohlwollende wie kritische Besprechungen und ordnet den Film dementsprechend als „Gammelig“ ein. Laut Metacritic fallen die Bewertungen im Mittel „Durchwachsen oder Durchschnittlich“ aus.
James Berardinelli schrieb auf ReelViews, der Film sei die beste Arbeit des Regisseurs seit dem Film Limbo; die Komplexität der Charaktere und der Situationen ähnele dem Film Lone Star. Anders als in Filmen wie Erin Brockovich gewinne ein einfacher Bürger nicht gegen die Macht des Big Businesses; Sayles lasse den Zuschauer nicht vergessen, wer die reale Macht im Land besitze. Berardinelli lobte die Besetzung, wobei der „relativ unbekannte“ Danny Huston eine „gute Wahl“ sei.
Das Lexikon des internationalen Films schrieb, der Film sei eine „Mischung aus Drama, Krimi und Polit-Satire“, die auf George W. Bush abziele. Die Hintergründe würden „eher unscharf bleiben“, weswegen „der Film insgesamt […] mehr politische Überzeugung als künstlerische Geschlossenheit“ zeige. Die „Einzelleistungen“ des „enormen Star-Aufgebots“ wurden gelobt.
Kenneth Turan schrieb in der Los Angeles Times vom 17. September 2004, der Film sei nicht bemerkenswert, obwohl er es versuche. Er hätte mehr das Publikum hineinziehen sollen als er es tun würde. Eine absolut richtige Besetzung sei der „immer engagierte“ Chris Cooper als Richard Pilager. Die Regeln eines Kriminalfilms würden jedoch in diesem Fall „plump“ wirken, den Charakteren würde emotionale Glaubwürdigkeit fehlen, und weiter: „man wünscht sich […] fast mehr Politik. Stattdessen wirkt diese peripher zu der Neo-Noir-Romanze, für die Sayles wirklich nicht in Bestform ist.“
Owen Gleiberman beschrieb den Film in Entertainment Weekly wie folgt: „vielleicht die muffigste politische Verschwörung, die jemals auf Film festgehalten wurde […] der Dialog ist ‚intelligent‘, aber wie menschliche Sprache klingt das dann nicht mehr unbedingt […] Die Politik ist korrupt, die Medien sind korrupt, das Grundstückswesen ist korrupt, die Großen zerstampfen weiter die Kleinen […] Sayles kommt herüber als der Letzte Ehrliche Filmemacher, aber dann eben auch der fadeste.“
Dennis Schwartz sprach von einem Film, der „zu nahe an der Realität“ sei, „um als Satire effektiv zu funktionieren. Schafft es nicht zu unterhalten, und verkündet stattdessen.“ Andrew O’Hehir fand bei Salon.com: „geht als Satire nicht weit genug.“
John Sayles wurde im Jahr 2004 für die Goldene Muschel des Festival Internacional de Cine de Donostia-San Sebastián nominiert. Der Film gewann 2005 den Political Film Society Award für Demokratie.